# 日本犯科帳・隠密奉行
『日本犯科帳・隠密奉行』（にほんはんかちょう・おんみつぶぎょう）は、1981年（昭和56年）から1982年（昭和57年）にかけてフジテレビ系列の「時代劇スペシャル」の中で放映された単発時代劇シリーズ。萬屋錦之介主演。全3作。

## 概要
「隠密奉行」を自称する大目付・朝日奈河内守正清が、土屋相模守の命を受け、真鍋平太郎と共に全国の各藩へ飛び、不穏な情勢に潜む悪を成敗していく。
毎回地方ロケが行われた。

## キャスト
- 朝日奈河内守正清 …萬屋錦之介
- 真鍋平太郎 …新克利
- 朝日奈りん …岸田今日子
- 渡辺弥左衛門 …浜田寅彦
- 土屋相模守政直 …御木本伸介（高松篇・久留米篇）
- ベコの三平 …火野正平（金沢篇）
- 徳川綱吉 …早川保（金沢篇）

## スタッフ
- 原案・脚本: 池田一朗
- 企画: 白川文造、小川衿一郎
- プロデューサー: 穂鷹一興、葛原隆康、巽治郎
- 監督: 大洲齊、手錢弘喜（金沢篇）、松島稔（久留米篇）
- 音楽: 木下忠司
- 製作協力：東映京都撮影所
- 製作:中村プロダクション

## 放映リスト
- 日本犯科帳・隠密奉行 こんぴら人形連続殺人事件の謎を斬る 闇に笑うこんぴら人形 （1981年5月8日）（高松篇）
主なゲスト：野川由美子、小池朝雄、田中明夫、香川良介、和崎俊哉、内田稔、中村信二郎、浜田寅彦、御木本伸介、中山昭二、絵沢萌子、阿藤海、西山辰夫、山村弘三ほか
- 日本犯科帳・隠密奉行 金沢篇  加賀忍者の影にひそむ陰謀と奇怪な子供狩りの秘密 手箱に秘めた子の涙 （1981年10月9日）
主なゲスト：火野正平、菅貫太郎、浜田光夫、浜田寅彦、下条正巳、宮口二郎、佐藤京一、早川保、穂高稔、河合絃司、大木晤郎、橋本宣三、湖条千秋、小林千枝、志乃原良子ほか
- 日本犯科帳・隠密奉行 久留米篇  有馬藩連続毒殺事件の怪 河童が怒る筑後川（1982年10月8日）
主なゲスト：峰岸徹、小栗一也、浜田寅彦、御木本伸介、睦五郎、亀石征一郎、香川良介、殿山泰司、黒部進、渡辺とく子、岐邑美沙子、佐久田修、川代家継、大東梁佶、溝田繁